# Asteriognatha
Asteriognatha is een geslacht van vlinders van de familie bladrollers (Tortricidae).

## Soorten
- A. cyclocentra Diakonoff, 1983
- A. metriotera Diakonoff, 1983